# Jerónimo Castillón y Salas
Jerónimo Castillón y Salas o Gerónimo (Ponzano, Osca, 30 de setembre de 1755 - Tarassona, 1835) va ser un religiós espanyol, bisbe de Tarassona i inquisidor general, el darrer abans de l'abolició definitiva del càrrec. Cavaller de la Gran Creu de l'Orde de Carles III.

## Biografia
De família distingida. Va graduar-se a la Universitat d'Osca en batxiller de filosofia i de lleis, doctorant-se en cànons. Va ser-ne mestrescola de 1808 a 1810 i de 1813 a 1815, sent-ne rector de la mateixa durant els mateixes períodes, tret de l'any 1815.
Va ser diputat per Aragó a les Corts de Cadis, que donava llum a la primera constitució espanyola, però Castillón, partidari de l'absolutisme, el 1814 signava el Manifest dels Perses, demanant a Ferran VII la tornada a l'Antic Règim. Fruit de l'aliança entre l'Església i la Casa Reial, que van decidir col·locar a les seus diocesanes persones addictes a les idees del moment, és a dir, contraris al sistema constitucional, Castillón va ser nomenat bisbe de Tarassona el març de 1815. El mateix any, Castillón és fet visitador de la Universitat de Salamanca per tal de vigilar i corregir doctrines impartides per alguns mestres contràries a la religió i considerades subversives. L'informe va provocar la suspensió de mestres perquè s'afirmava que de Salamanca sortia la meitat de corrupció d'Espanya. El 1818 succeïa a Francisco Javier Mier y Campillo en el càrrec d'inquisidor general, després de la renúncia d'aquest, si bé inicialment el rei va proposar al seu confessor, el prevere canari Cristóbal Bencomo y Rodríguez, que va refusar el càrrec.
Durant el Trienni Liberal va patir penúries i va ser privat del seu càrrec d'inquisidor general quan el ministre de Gràcia i Justícia li va comunicar l'abolició del Tribunal de la Inquisició el 1820, llavors Castillón va deixar Madrid i es va instal·lar a la seva diòcesi de Tarassona, però l'any següent es va exiliar a França. Va estar refugiat a Baiona, després traslladats a Tolosa, juntament amb altres personalitats addictes a la causa absolutista que es constituïren en junta per negociar amb el govern francès i sol·licitar-li ajuda per restaurar el poder de Ferran VII.
Amb la restauració de l'absolustime el 1823, Castillón es reincorpora al bisbat de Tarassona i va estar al capdavant d'un grup de bisbes que reclamaven la restauració de la Inquisició, la qual finalment no es va dur a terme, sent substituïda per les Juntes de Fe. Malgrat no haver recuperat el càrrec, fins a la seva mort va dur a terme una intensa activitat política en contra del liberalisme.
Jerónimo Castillón va morir a Tarassona el 1835.

## Honors
Gran Creu de l'orde de Carles III